# MeadWestvaco
MeadWestvaco (ou MWV) est une entreprise d'emballage américaine basée à Richmond en Virginie.

## Histoire
En 2005, MeadWestvaco vend ses activités dans le papier à Cerberus Capital Management pour 2,3 milliards de dollars, comprenant 5 usines de fabrications de papiers, ce qui aura pour conséquence de créer la société NewPage.
En janvier 2015, MeadWestvaco annonce la fusion avec Rock-Tenn, une autre société d'emballage américaine. La nouvelle entité, nommée WestRock, aura son siège social à Richmond en Virginie et sera contrôlée à 50,1% par les actionnaires de MeadWestvaco. En parallèle, MeadWestvaco a annoncé scinder ses activités chimiques.